# ایزومو-تایشاکیو
ایزومو-تایشاکیو، ایزومو اویاشیروکیو (به ژاپنی: 出雲大社教 Izumo-taishakyo) یکی از فرقه‌های شینتو دین ملی ژاپن است که بیشتر از فرقه‌های دیگر پیرو دارد. زیارتگاه اصلی آن در استان شیمانه در کنار ساحل شمالی غربی ژاپن است که قرن‌ها پیش ساخته شده‌است و خاندان سنگه از همان زمان تا به امروز منصب روحانی اصلی آن را عهده‌دار بوده‌اند.

## بررسی اجمالی
تشکیلاتی که تحت عنوان «شینتوی فرقه‌ای» قرار می‌گیرند به پنج گروه تقسیم می‌شوند. بعضی از آنها فرقه‌های خالص شینتویی هستند که ایزومو-تایشاکیو نیز به این گروه تعلق دارد. بعضی دیگر تحت نفوذ و تأثیر کنفوسیوس قرار دارند. سرمنشأ بعضی دیگر کوه پرستی است. بعضی بر پایه آداب باستانی تطهیر قرار دارند و سرانجام بعضی دیگر خاستگاهی دهقانی دارند و عمدتاً متوجه ایمان درمانی هستند.

## ایزومو-تایشاکیو
پس از دوره میجی دایرهٔ زیارتگاه‌های وزارت کشور ژاپن این زیارتگاه اصلی را در زمرهٔ زیارتگاه‌های ملی این کشور قرار داد، اما خاندان سنگه با سرسختی اصرار کردند که فعالیت‌های آن مذهبی است؛ بنابراین، دایره امور مذهبی نیز اعضای آن را تشکلی دینی تلقی کرد و از دل همین گروه است که تایشا-کیوی فعلی به وجود آمده‌است. از همان ایام به این طرف نیز رئیس خاندان سنگه هم منصب رهبری فرقه و هم مقام سکولار کیش اصلی در زیارتگاه ملی را، که هنوز پیروان تایشا -کیو آن را به عنوان مق اصلی آن به‌شمار می‌آورند، برعهده داشته‌است.
هر چند در این فرقه خدایان عرفی شینتویی عبادت می‌شوند، خدای اصلی آن اوکونی-نوشی-نو-میکوتو است که فرمانروای بهشت و خدای قیم کشاورزی، طب، و ازدواج است و زیارتگاه اصلی بزرگ فرقه نیز به نام وی وقف شده‌است. این فرقه آیین‌های خاصی برای کسب لطف و محبت خدای فرقه دارد که در مناسبت‌های خاصی چون تولد، ازدواج، و مرگ اجرا می‌شود. برنامه‌های دینی آن نیز شامل آداب طهارت، موعظه و تبلیغ، و اندرز است و این امور معمولاً در بیمارستان‌ها و کارخانجات و همچنین معابدی که به همین منظور ساخته شده‌اند انجام می‌پذیرد. این فرقه در امور آموزش و کارهای عام‌المنفعه نیز فعالیت دارد. این فرقه بر روی هم در حدود ۳۶۷ معبد دارد که در حدود ۲۰ هزار روحانی در آن به کار مشغول هستند.